# Paracladopelma viridis
Paracladopelma viridis är en tvåvingeart som först beskrevs av Jean-Jacques Kieffer 1921.  Paracladopelma viridis ingår i släktet Paracladopelma och familjen fjädermyggor.
Artens utbredningsområde är Polen. Inga underarter finns listade i Catalogue of Life.